# Die Rechte – Partei für Volksabstimmung, Souveränität und Heimatschutz
Die Rechte – Partei für Volksabstimmung, Souveränität und Heimatschutz (Kurzbezeichnung DIE RECHTE) war eine rechtsextreme und neonazistische Kleinstpartei in Deutschland. An der Gründung der Partei am 27. Mai 2012 waren hauptsächlich ehemalige Mitglieder der inzwischen aufgelösten Deutschen Volksunion, die im Mai 2012 mit der NPD fusioniert hatte, beteiligt. Eine zentrale Rolle spielte der aus Kameradschaftskreisen bekannte Neonazi Christian Worch. Wegen dieser und anderer personeller Überschneidungen wird ihr von verschiedenen Gruppen vorgeworfen, im Ruhrgebiet eine Nachfolgeorganisation des verbotenen neonazistischen Nationalen Widerstands Dortmund (NWDO) zu sein. Im März 2025 gab die Partei ihre Auflösung bekannt.

## Inhaltliches Profil

Offizielles Parteilogo

Die Partei sah sich als Alternative zu bestehenden rechtsextremen Parteien in Deutschland und gab an, „weniger radikal als die NPD“, aber „radikaler als die REPs und die PRO-Bewegung“ zu sein. Da diese Parteien, so Die Rechte, es nicht schafften, sich klar zu positionieren, sei mit ihnen „nicht wirklich viel anzufangen“. Das Parteiprogramm sei grundsätzlich von der nicht mehr existierenden DVU übernommen, allerdings laut Worch „in etlichen Punkten […] sprachlich wie inhaltlich modernisiert und ergänzt“. Die Rechte wurde jedoch bei diversen politischen Beobachtern als offen neonazistisch und noch radikaler als die NPD eingestuft.
Die Partei sprach sich gegen den Parlamentarismus und für mehr direktdemokratische Elemente aus. Ihre zentralen Forderungen hatten einen völkisch-nationalistischen Hintergrund wie die Änderung der Asylpolitik, die Aufhebung der Duldung von Flüchtlingen oder die Beschleunigung von Abschiebungen.
Der Verfassungsschutz sah in der Partei sowohl Ideologie als auch Aktivitäten verbotener Neonazi-Kameradschaften fortgeführt und stellt eine „ideologische Wesensverwandtschaft zum historischen Nationalsozialismus und aggressiv-kämpferisches Auftreten“ fest.
Der Soziologe Hendrik Puls bezeichnete Die Rechte als „Vertreterin des Typus der neonazistischen Bewegungspartei“, deren Praxis über den parlamentarischen Rahmen hinausweise und durch eine „ständige Protestmobilisierung“ geprägt sei.
Für den Historiker Elmar Vieregge war die Partei Die Rechte nur formal eine Partei, nicht jedoch nach ihrem inneren Wesen. Es handelte sich vielmehr um eine klassische Neonazi-Organisation, die den Parteienstatus und das damit verbundene Parteienprivileg nutzte, um sich vor einem möglichen Verbot zu schützen.

## Geschichte
Die Partei wurde 2012 von dem Neonazi Christian Worch gegründet, gemeinsam mit vielen Mitgliedern der DVU, die sich aus Protest gegen die Fusion der DVU mit der NPD anschlossen. Bereits im Mai 2012 wurde aus Kreisen der aufgelösten DVU angekündigt, dass die Gründung einer neuen rechten Partei in Konkurrenz zur NPD geplant sei. Im Juni 2012 lagen die Satzung und das Programm der Partei beim Bundeswahlleiter zur Prüfung vor. Am 13. Oktober 2012 fand in Ludwigshafen am Rhein der zweite Bundesparteitag von Die Rechte statt.
Im Januar 2013 kam die Staatsanwaltschaft Dortmund zu dem Ergebnis, dass die Gründung des nordrhein-westfälischen Landesverbandes keinen Anlass für ein Ermittlungsverfahren biete. Geprüft wurde ein Verstoß gegen das im August 2012 ausgesprochene Vereinsverbot für den Nationalen Widerstand Dortmund. Der „harte Kern“ des NWDO um Dennis Giemsch, Michael Brück und Siegfried Borchardt hatte sich in einem am 15. September 2012 gegründeten Landesverband der Partei reorganisiert.
Am 5. Juli 2014 fand in Hamm (NRW) der 5. Bundesparteitag statt, dort wurde Christian Worch erneut zum Bundesvorsitzenden gewählt. Ingeborg Lobocki legte ihre Ämter als stellvertretende Vorsitzende und Schatzmeisterin aus gesundheitlichen Gründen nieder. Zur Nachfolgerin als Schatzmeisterin wurde Tatjana Berner gewählt.
Am 13. Januar 2016 wurde bekannt, dass die Websites der Partei im sozialen Netzwerk Facebook wegen Verstößen gegen die Nutzungsbedingungen gelöscht wurden.
Am 28. Oktober 2017 wurde Worch auf dem Bundesparteitag der Kleinpartei mit 78,4 % der gültigen Stimmen in seinem Amt als Parteivorsitzender bestätigt. Anschließend gab es jedoch einen Antrag des Thüringer Landesverbandes, in dem gefordert wurde, dass der Bundesparteitag beschließen solle, „daß die Partei Die Rechte sich voll und ganz zur deutschen Volksgemeinschaft bekennt“. Worch hielt „eine Gegenrede und erklärte, daß er den Antrag vor allem aus juristischen, aber auch aus politischen Gründen ablehne“. Es kam zum Eklat, da die Mehrheit der Mitglieder nicht Worch, sondern dem Thüringer Landesverband folgte. Worch legte daraufhin das Tagungspräsidium nieder und verließ den Parteitag. Anschließend erklärte er, „daß er zum 31. Oktober sein Amt als Bundesvorsitzender niederlegen und dies in einem internen Rundschreiben begründen würde“. Anfang Januar 2019 kehrte Worch jedoch auf dem Bundesparteitag als Schatzmeister und Beisitzer in den Bundesvorstand zurück.
Worchs kommissarischer Nachfolger war der mehrfach vorbestrafte Dortmunder Neonazi-Kader Christoph Drewer. Am 1. April 2018 wurden auf einem Bundesparteitag Michael Brück und Sascha Krolzig als gleichberechtigte Bundesvorsitzende gewählt.
Für den Wahlkampf zur Europawahl 2019 stellte Die Rechte die zu dieser Zeit inhaftierte, mehrmals verurteilte damals 90-jährige Holocaustleugnerin Ursula Haverbeck als Spitzenkandidatin auf.
Am 20. April 2019, also an Adolf Hitlers Geburtsdatum, beteiligte sich Die Rechte neben rechtsextremistischen Organisationen aus Bulgarien, Frankreich, Ungarn, Tschechien und Polen an der Gründung des Bündnisses „Festung Europa“. In diesem Zusammenhang gab die Partei bekannt, fortan über einen Auslandsbeauftragten zu verfügen.
Bei einer rechtsextremen Demonstration in Kassel am 20. Juli 2019, nach der Ermordung des Kasseler Regierungspräsidenten Walter Lübcke durch einen Rechtsextremisten, führten Personen aus dem Umkreis der Partei aus Nordrhein-Westfalen ein Banner mit dem Slogan „Schluss mit Pressehetze und Verbotsphantasien: Nationale Gegenofenssive“ mit sich. Das Wort „Gegenofenssive“ stellte dabei durch den doppelten Buchstaben „S“ eine Anspielung auf die Abkürzung der nationalsozialistischen „Schutzstaffel“ (SS) dar, zum anderen spielte der Wortbestandteil „ofen“ auf die Konzentrationslager der Nationalsozialisten an.
In dem von dem Bundesvorsitzenden Krolzig verantworteten neonazistischen Publikationsorgan „N.S. HEUTE“ schrieb der Co-Bundesvorsitzende Sven Skoda Anfang 2020: „Wir sind keine Opfer dieses Systems, wir sind seine Feinde und müssen diesen Anspruch dort mit Leben füllen, wo uns das Schicksal hin verschlägt. Das ist der Geist, der eine Bewegung prägen muss, die Deutschland eines Tages verändern will.“
Unter dem Stichwort „Nationale Solidarität“ bot die Partei 2020 in Dortmund eine „Einkaufshilfe während der COVID-19-Pandemie“ an. Gleichzeitig wurde an die „Volksgemeinschaft“ appelliert. Nachdem in der Anfangszeit der Corona-Krise mehrere Aufmärsche der Partei gerichtlich untersagt worden waren, teilte die Partei mit, dass sie in Worms am 1. Mai eine kleine Kundgebung habe abhalten können, mit der man auch „ein Zeichen gegen den Coronawahn“ gesetzt habe. Die Coronamaßnahmen, so die Partei, seien „ein willkommener Anlass […], auszutesten, was der Bundesbürger sich so alles an Einschränkungen seiner persönlichen Freiheit gefallen“ lasse. Der Co-Bundesvorsitzende Sven Skoda äußerte sich auf der Parteihomepage zwar kritisch über in der rechtsextremen Szene verbreitete Verschwörungstheorien zur Coronakrise und schloss „bis zu einem Gegenbeweis“ aus, dass die Pandemie künstlich geschaffen sei, um „aus der Krise Kapital [zu] schlagen“. Dennoch schrieb er, das deutsche Volk sei „den Machthabern, abgesehen von seiner Arbeitsleistung, völlig egal“ und jede „Verschärfung der Zustände“ habe „auch immer das Potential alles bisherige ins Wanken zu bringen“.
Im Februar 2022 präsentierte die Partei auf der jährlichen Kundgebung von Rechtsextremisten in Dresden anlässlich des Jahrestags der Luftangriffe auf Dresden im Zweiten Weltkrieg ein revisionistisches Transparent mit der Aufschrift „Bombenholocaust“ und einer angeblichen Opferzahl, die zehnmal höher liegt als die von anerkannten Historikern angegebene Zahl. Die Staatsanwaltschaft Dresden sah jedoch, wie bereits im Vorjahr, durch die Verwendung des Begriffs „Bombenholocaust“ den Straftatbestand der Volksverhetzung als nicht erfüllt an.
Nach dem Beginn des russischen Überfalls auf die Ukraine schrieb der Kreisverband Dortmund Anfang März 2022 auf Telegram, „die zwei Supermächte USA […] sowie der russische Kreml“ hätten für einen Krieg gesorgt, der „auf dem Rücken des tapfer kämpfenden, ukrainischen Volkes“ stattfinde. Nachdem die Partei in der Vergangenheit Kontakte sowohl zu ukrainischen als auch russischen Rechtsextremisten unterhalten hatte, wurden zu dem von der Partei Ende April 2022 veranstalteten „Fortress Europe Kongress“ weder rechtsextremistische Gruppen aus der Ukraine noch aus Russland eingeladen und auch in Berichten zu der Veranstaltung wurde der Angriffskrieg nicht erwähnt, was laut dem Verfassungsschutz Nordrhein-Westfalen daran liegen könnte, dass man angesichts unterschiedlicher Ansichten in der Anhängerschaft interne Konflikte vermeiden wollte.
Im März 2025 gab die Partei auf Telegram ihre Auflösung bekannt. Nach der Auflösung traten einzelne ehemalige Kader, wie Martin Kiese und Holger Niemann, in die 2023 wieder gegründete Nationaldemokratische Partei Deutschlands ein. Bereits vor der Auflösung haben die beiden Parteien mehrfach gemeinsame Kundgebungen abgehalten.

### Parteivorsitz
Ehemalige Parteivorsitzende waren Sascha Krolzig und Sven Skoda, stellvertretende Vorsitzende sind bereits Michael Brück und Kevin Koch gewesen. Beisitzer waren unter anderem Leon Dreixler, Markus Walter, Christian Worch, Christoph Drewer und Alexander von Malek.
Ab 2021 wurde Christian Worch erneut Parteivorsitzender und Schatzmeister. Sascha Krolzig war ab 2021 nur noch Beisitzender des Bundesvorstands.
Am 2. September 2023 fand in Hessen der 12. Bundesparteitag statt. Auf diesem wurde der Gründer der Partei Christian Worch zum Bundesvorsitzenden wiedergewählt. Im neuen Vorstand stammen nur noch zwei der neun Mitglieder aus Nordrhein-Westfalen.

### Landesverbände
Es bestanden Landesverbände in Baden-Württemberg, Berlin, Sachsen, Sachsen-Anhalt, Nordrhein-Westfalen, Hessen, Brandenburg, Niedersachsen und Bayern. Der Landesverband Hessen wurde von den ehemaligen NPD-Funktionären Pierre Levien und Duancon Bohnert geführt, der Landesverband Brandenburg von Klaus Mann, einem früheren DVU-Funktionär. Vorsitzender des Landesverbandes Bayern war Philipp Hasselbach.
Am 24. Februar 2013 gründete sich der Landesverband Niedersachsen. Die zwischenzeitlich gegründeten Kreisverbände Braunschweig/Hildesheim und Einbeck lösten sich nach einiger Zeit wieder auf. Martin Kiese wurde am 27. Juni 2021, auf dem Landesparteitag in Braunschweig, zum Landesvorsitzenden gewählt.
Im Januar 2014 trat Pierre Levin von seinen Posten bei Die Rechte zurück. Im März erklärte der Landesverband Hessen die Einstellung seiner Aktivitäten, die Partei werde „in Hessen als gescheitert angesehen“. Als Ursache werden, neben der gescheiterten Zulassung zur Europawahl 2014, vor allem Auseinandersetzungen zwischen Levien und seinem Nachfolger Bernd Hilpert vermutet.
Der Landesverband Nordrhein-Westfalen hat sich Anfang 2023 aufgelöst und dem neu gegründeten Die-Heimat-Kreisverband Dortmund angeschlossen. Den Vorsitz des Kreisverbands übernahm Sascha Krolzig, sein Stellvertreter wurde Alexander Deptolla. Der Kreisverband wird zukünftig unter dem Namen „Die Heimat“ firmieren. Demgegenüber bekräftigte der Kreisverband Duisburg, dass man weiter in der Partei „Die Rechte“ bleiben und nicht zur NPD bzw. der „Heimat“ übergehen werde.
Nach der Auflösung des Landesverbandes Nordrhein-Westfalen haben die Kreisverbände Gelsenkirchen/Recklinghausen und Duisburg entschieden, die Kreisverbände weiterzuführen.
Henry Schwind, der Vorsitzende des Kreisverbandes Gelsenkirchen/Recklinghausen und Mitglied des ehemaligen Landesvorstandes Nordrhein-Westfalen, wurde auf dem Bundesparteitag am 2. September 2023 in den Bundesvorstand gewählt.

### Mitglieder
Ende 2013 hatte die Partei 494 Mitglieder. Nach dem Verfassungsschutzbericht von 2023 sind zurzeit 450 Mitglieder. Der mit Abstand größte Landesverband (2023 aufgelöst) befand sich einmal mit 280 Mitgliedern in Nordrhein-Westfalen.
Christian Worch war in der Vergangenheit Mitglied mehrerer, später verbotener neonazistischer Organisationen. Ingeborg Lobocki und Martin Ziegler waren zuvor Mitglieder der DVU. Weiterhin besteht ein „erheblicher Teil“ des Landesverbandes NRW aus ehemaligen Angehörigen verbotener Kameradschaften, so auch der Landesvorsitzende Giemsch und die stellvertretenden Vorsitzenden Sascha Krolzig und Michael Brück. Brück war zudem Mitglied der 2011 verbotenen HNG.

## Wahlen und Mandate
Die Rechte wurde vom Bundeswahlausschuss am 5. Juli 2013 zur Bundestagswahl 2013 als politische Partei zur Kandidatur zugelassen. Die Partei, die nur in Nordrhein-Westfalen (NRW) antrat, holte 2.245 Zweitstimmen, was das niedrigste Zweitstimmenresultat aller angetretenen Parteien war.
Bei der Landtagswahl in Hessen 2013 trat die Partei im Wahlkreis 42 (Main-Kinzig III) mit dem Direktkandidaten Pierre Levin an. Dieser erhielt 300 Stimmen (0,4 Prozent).
Die Partei verfügte über ein Kreistags- und ein Stadtratsmandat im Landkreis Verden bzw. der Stadt Verden (Aller) in Niedersachsen, nachdem der NPD-Politiker, der diese Mandate innehatte, 2012 zu Die Rechte übergetreten war. Anfang des Jahres 2015 wurde ihm dieses Mandat jedoch wieder aberkannt. Von 2014 bis 2016 verfügte die Rechte zudem über ein Stadtratsmandat in Bautzen, nachdem eine NPD-Stadträtin zur Rechten gewechselt war.
Die geplante Teilnahme an der Europawahl 2014 scheiterte im März 2014, da mit etwa 1000 die erforderlichen 4000 Unterstützerunterschriften nicht erreicht wurden.
Bei der Kommunalwahl in NRW am 25. Mai 2014 errang die Partei einen Sitz im Stadtrat von Dortmund, der zunächst von Siegfried Borchardt wahrgenommen wurde. Außerdem wurde ein Sitz im Stadtrat von Hamm gewonnen.
Bei Wahlteilnahmen legte die Partei einen auffälligen Schwerpunkt auf Baden-Württemberg; auch zur Bundestagswahl 2017 trat sie nur in diesem Bundesland mit einer Landesliste an, erreichte jedoch lediglich 2054 Zweitstimmen (0 %).
Bei der Europawahl in Deutschland 2019 erreichte die Partei 24.627 Stimmen und damit 0,1 %. Bei der zeitgleich stattfindenden Bürgerschaftswahl in Bremen 2019 trat sie lediglich im Wahlbereich Bremerhaven an und erreichte 627 Stimmen (0 %).
Bei den Kommunalwahlen in Nordrhein-Westfalen 2020 verlor „Die Rechte“ ihr Mandat in Hamm. Das Mandat in Dortmund konnte gehalten werden.
An der Landtagswahl in Nordrhein-Westfalen 2022 nahm Die Rechte nicht teil. Zwar strebte sie dies an, jedoch wurden von Seiten der Partei nicht alle erforderlichen Unterlagen rechtzeitig beim Landeswahlleiter eingereicht.

## Beobachtung und Einordnung durch den Verfassungsschutz
Im Verfassungsschutzbericht 2012 widmete das Bundesamt für Verfassungsschutz der Partei ein ganzes Kapitel. Der Verfassungsschutz sieht die Partei politisch zwischen NPD und Pro-Bewegung angesiedelt. Sie trete ideologisch die Nachfolge der DVU an und könnte im Falle eines NPD-Verbots als Auffangbecken dienen. Er konstatiert weiter, „dass sich die politischen Aktivitäten der Partei (…) bislang vorrangig auf Maßnahmen zur Erlangung des Parteienstatus, wie z. B. die offenkundig angestrebten Wahlbeteiligungen [bezögen]. Eine ernsthafte Betätigung als Partei in der derzeitigen Gründungsphase [sei] noch nicht festzustellen.“
Im Verfassungsschutzbericht 2022 wird die Partei im Kapitel „Rechtsextremismus/rechtsextremistischer Terrorismus“ und Unterkapitel „Rechtsextremistisches Parteienspektrum“ behandelt. Der im vorhergehenden Jahr begonnene Niedergang der Partei habe sich 2022 fortgesetzt.
Die Mitglieder der Partei wurden auch 2014 vom Verfassungsschutz NRW „weiterhin als Neonazis gezählt“. Seine aktiven Kreisverbände werden in ideologischer und personeller Hinsicht und auch bezüglich ihrer Aktivitäten als eine Weiterführung verbotener Kameradschaften gesehen. Dies gilt insbesondere für den Dortmunder Kreisverband, bei dem eine zunehmend steigende Aggressivität festgestellt wurde. Insgesamt zeichnet sich die Partei durch eine „ideologische Wesensverwandtschaft zum Nationalsozialismus und aggressivkämpferisches Auftreten“ aus.
Im Verfassungsschutzbericht für das Jahr 2024 geht das BfV davon aus, dass sich die Partei aufgrund eigener Bedeutungslosigkeit in Zukunft mit der NPD zusammenschließen könnte, mit der die Partei zuletzt häufig gemeinsame Kundgebungen abgehalten hat, und die im Wahlkampf zur Bürgerschaftswahl auch von Christian Worch unterstützt wurde. Zum Zeitpunkt des Erscheinens des Berichts war die Partei bereits aufgelöst. Da der Bericht zwar immer erst nach einigen Monaten erscheint, jedoch ausschließlich das vorhergehende Kalenderjahr behandelt wurde dies nicht berücksichtigt.

## Öffentliche Wahrnehmung

### Beteiligung von Mitgliedern an terroristischen Aktivitäten
Im Oktober 2015 hob die bayerische Polizei in Nürnberg und Bamberg eine neonazistische Terrorzelle aus, der auch mehrere Rechte-Mitglieder angehörten. Es wurden dabei Waffen, Explosivstoffe und Hakenkreuzfahnen beschlagnahmt und mehrere Verdächtige festgenommen. Worch als Parteivorsitzender sah keinen Anlass für eine Distanzierung von den Verdächtigen und wertete auch eine mögliche gerichtliche Verurteilung nicht als Anlass für ein Parteiausschlussverfahren.

### „Rathaussturm“
Nachdem die Partei bei der Kommunalwahl am 25. Mai 2014 einen Sitz im Stadtrat von Dortmund erlangt hatte, versuchten noch in der Wahlnacht ca. 25 Neonazis, darunter auch der gewählte Siegfried Borchardt, der Wahlparty im Dortmunder Rathaus beizuwohnen, wobei sie sich auf T-Shirts teils offen mit dem verbotenen NWDO solidarisierten. Auslöser der darauf folgenden, als „Rathaussturm“ bezeichneten Auseinandersetzungen war eine Blockade des Rathauseingangs durch linke und bürgerliche Lokalpolitiker mit dem Ziel, die Neonazis an der Teilnahme der Wahlfeierlichkeiten zu hindern. Infolgedessen wurden durch das Dortmunder Amtsgericht 14 Strafbefehle gegen Nazi-Gegner erlassen, mehrere Personen erlitten Verletzungen.
Das Rechte-Mitglied Daniel G., das mit einer geworfenen Bierflasche einen Gegendemonstranten verletzte, wurde deshalb später zu einem Jahr und zehn Monaten Haft ohne Bewährung verurteilt, drei weitere Angeklagte wurden freigesprochen.

### Antisemitismus
Im November 2014 stellte Dennis Giemsch als Parteivertreter im Stadtrat von Dortmund die Anfrage an die Stadtverwaltung, wie viele Menschen jüdischen Glaubens in Dortmund ansässig und in welchen Stadtteilen diese gemeldet seien, was breite Empörung hervorrief. Der Präsident des Zentralrates der Juden, Dieter Graumann, fühlte sich durch die Anfrage „an schlimmste Zeiten“ erinnert, die Motivation sei offensichtlich „abscheulicher und perfider Antisemitismus“. Oberbürgermeister Ullrich Sierau kündigte eine Weitergabe der Anfrage an den polizeilichen Staatsschutz an.
Der baden-württembergische Landesverband schrieb 2017 auf seiner Website anlässlich der Stichwahl zwischen Marine Le Pen vom FN und Emmanuel Macron um das französische Präsidentenamt in antisemitisch-verschwörungsideologischer Weise von „Nationalismus vs. Rothschild“ (der Name der Bankiersfamilie steht im rechtsextremistischen Szenejargon für eine angebliche jüdische, gefährliche Banken- und Finanzmacht in der Welt.). Weiter heißt es, „Politiker der internationalistischen Einheitsparteien“ seien lediglich „Marionetten der Wirtschaft und Hochfinanz“, was wiederum an die Fiktion einer vermeintlichen jüdischen Weltverschwörung anknüpft.
Bei einer Demonstration zum 1. Mai in Erfurt unter dem Motto „Soziale Gerechtigkeit für alle Deutschen“ wurde von der Partei auch ein Transparent mitgeführt mit der Aufschrift „Ob Dortmund, Erfurt oder Buxtehude: Der Feind ist & bleibt der Kapitalismus“. Die antisemitische Anspielung ist offenkundig, da der – in geradezu auffälliger Weise ausbleibende – erwartete Reim auf das Wort „Buxtehude“ (vor dem Hintergrund einer rechtsextremistischen Demo) das Wort „Jude“ suggeriert. Solche innerhalb der rechtsextremen Szene häufige Codierungen dienen den Verbreitern derartiger Parolen dazu, juristische Konsequenzen zu vermeiden.
2018 wurde eine Demonstration unter dem Motto „Europa Erwache!“ (in Anlehnung an die NS-Propagandaparole „Deutschland, erwache!“) vor einem riesigen Konterfei des ehemaligen iranischen Staatspräsidenten und Holocaustleugners Mahmud Ahmadineschad und dem Schriftzug „The world without Zionism“ abgehalten, der den Titel einer von Ahmadineschad betriebenen antisemitischen und anti-israelischen Kampagne aufnahm.
Die Israelfeindschaft der Partei erweist sich an diversen antizionistischen Stellungnahmen. 2019 erstattete der Landesverband der Jüdischen Gemeinden von Westfalen-Lippe Anzeige gegen Wahlplakate der Partei zur Europawahl. Auf diesen Plakaten, die auch bei Demonstrationen verwendet wurden, stand: „Zionismus stoppen: Israel ist unser Unglück!“ Laut dem Landesverband der jüdischen Gemeinden sind die Plakate volksverhetzend, da die Formulierung „Israel ist unser Unglück“ eine bewusste Anlehnung an das Zitat „Die Juden sind unser Unglück“ von Heinrich von Treitschke ist. Dieser Satz wurde zudem samt Ausrufezeichen als regelmäßiger Untertitel auf der ersten Seite des von Julius Streicher herausgegebenen nationalsozialistischen Hetzblattes Der Stürmer verwendet. Die Verwendung dieses Zitats samt Satzzeichen beinhalte somit eine bewusste Verherrlichung des Nationalsozialismus. In der hessischen Stadt Neukirchen ließ Bürgermeister Klemens Olbrich (CDU) nach Beschwerden Plakate mit dieser Aufschrift entfernen. Nach einer Klageandrohung der Partei, die sich auf einen Einstellungsbeschluss der Staatsanwaltschaft Dortmund vom Februar 2019 berief (der sich auf ein gleichlautendes Transparent bei einer Kundgebung der Partei bezogen hatte), wurden die Plakate wieder ausgehändigt und laut Partei wieder aufgehängt, was der Bürgermeister allerdings dementierte. Auch die nordbadische Gemeinde Pfinztal erstattete Strafanzeige gegen die Partei, nachdem sie diese Wahlplakate zwei Mal hatte entfernen lassen. Nach Bewertung der Generalstaatsanwaltschaft Celle vom November 2019 sind die Plakate allerdings strafrechtlich relevant, so dass Ermittlungen eingeleitet wurden. Auch der Kreisverband Rhein-Neckar der Partei twitterte anlässlich des in Israel stattgefundenen Eurovision Song Contests 2019 die Sätze „Zionismus Stoppen: Israel ist unser Unglück – Schluss damit“ und forderte „Israel Null Punkte, nicht nur beim ESC“.
Vor der Europawahl 2019 fuhr die Rechte mit einem Lautsprecherwagen durch Pforzheim. Dabei hielt sie für eine Weile vor der Pforzheimer Synagoge an, während Radiowerbespots, u. a. mit der verurteilten Holocaustleugnerin und Nationalsozialistin Ursula Haverbeck, abgespielt wurden. Mitglieder der Jüdischen Gemeinde berichteten auch von „Raus aus Deutschland“-Rufen, die Aktivisten der Partei in Richtung der Synagoge skandiert hätten. Die Partei selber bestreitet entsprechende Rufe. Der Staatsschutz nahm im Nachgang dieses Vorfalls Ermittlungen auf. Auch das antisemitische Wahlwerbeplakat Zionismus stoppen: Israel ist unser Unglück! Schluss damit! wurde in unmittelbarer Nähe zur Synagoge aufgehängt, was in der Stadt Proteste hervorrief.
Am 9. November 2019 organisierte die Partei in Bielefeld eine Kundgebung unter dem Motto „Freiheit für Ursula Haverbeck“. 232 Rechtsextreme, darunter auch NPD-Parteimitglieder, nahmen laut dem nordrhein-westfälischen Innenministerium daran teil, 14.000 Menschen demonstrierten dagegen. Nach den Worten von Burkhard Freier, dem Leiter des nordrhein-westfälischen Verfassungsschutzes, reiht sich diese Versammlung „nahtlos ein in eine Strategie der maximalen Provokation und Einschüchterung unterhalb der Strafbarkeitsgrenze“. Die Rechte bezeichnet Haverbeck im Internet als Opfer „der Herrschenden“ und als Kämpferin für eine „nicht mehr existente Meinungsfreiheit in Deutschland“. Laut FAZ ging es der Partei bei der Wahl des Kundgebungsdatums 9. November nicht um den Fall der Berliner Mauer 30 Jahre zuvor, sondern darum, das Datum der antijüdischen Novemberpogrome 1938 für ihre Zwecke zu instrumentalisieren. Auch Freier zufolge ist damit „eine deutliche Grenze überschritten“, denn die Partei lege „ganz offensiv ein Bekenntnis zum historischen Nationalsozialismus ab“.
In der einzigen 2019 veröffentlichten Ausgabe des Magazins Reconquista, das seit 2016 publiziert wird und in deren Impressum die Adresse des Dortmunder Kreisverbandes der Partei angegeben ist, wurde der klassische antisemitische Verschwörungsmythos aufgegriffen, dem zufolge „Menschen jüdischer Abstammung oder Religion […] seit eh und je hinter allen Fronten gleichzeitig“ stünden, während des Zweiten Weltkrieges „sowohl an den Kabinettstischen von London, Paris und Washington als auch im Zentralkomitee der KPDSU“ gesessen seien und heute die Verantwortlichen für die Flüchtlingsmigration wie auch für den islamistischen Terrorismus seien.
Nach dem Terrorangriff der Hamas auf Israel im Oktober 2023 veröffentlichte der Kreisverband Duisburg auf Telegram ein Bild der israelischen Flagge mit dem Schriftzug „Terrorstaat Israel“.

### Illegaler Waffenbesitz
Im Sommer 2016 wurde Alexander Kurth, der damalige sächsische Landesvorsitzende der Partei, wegen des Besitzes von zwei Schlagringen zu einer Geldstrafe in Höhe von 650 Euro verurteilt.

## Gleichnamige Partei
Nicht zu verwechseln ist die Partei mit der 2005 von Falk Janke gegründeten brandenburgischen Kleinpartei Die Rechte, die dort auf kommunaler Ebene mit der CDU koalierte.